# رپوزال
رپوزال (انگلیسی: Reposal) یک مشتق باربیتورات است که دارای خواص آرام بخش، خواب آور و ضد تشنج است و پیش‌تر عمدتاً برای درمان بی‌خوابی به کار می‌رفت..